# Apristurus sibogae
Espèce
Statut de conservation UICN

 DD  : Données insuffisantes
Apristurus sibogae est une espèce de requins.